# カネム県
カネム県は、チャドの14の県のうちの一つである。チャドの西部に位置し、面積は114,520km2、人口は279,927人（1993年）である。県都はマオ。